# Tysklands herrlandslag i basket
Tysklands herrlandslag i basket representerar Tyskland i basket på herrsidan. 
Tysklands landslag har under 2000-talet tillhört Europas bästa landslag, mycket tack vare NBA-stjärnan Dirk Nowitzki som var med och ledde laget till VM-brons 2002 och EM-silver 2005. 2023 blev laget världsmästare för första gången.

## Historia
Tysklands basketlandslag spelade sin första landskamp i Berlin den 7 augusti 1936 och förlorade mot Schweiz med 18-25 under den olympiska basketturneringen.
Under 1980-talet blev det tyska landslaget betydligt bättre då man deltog i stora turneringar. Västtyskland blev åtta vid EM 1983 och vid OS 1984. 1985 blev man EM-femma på hemmaplan. 1986 deltog Västtyskland för första gången i VM men åkte ut i gruppspelet på poängskillnad. Under samma period hade Västtyskland flera spelare i NBA, Detlef Schrempf, Uwe Blab och Christian Welp som dock inte kunde delta i stora turneringar då de var bundna att spela i NBA. 
1992 blev det återförenade tyska laget sju vid OS i Barcelona. 
Tyskland tog sin första internationella titel 1993 då man vann EM-guld efter seger mot Ryssland med 71-70. Tysklands europamästare var: Stephan Baeck, Gunther Behnke, Hansi Gnad, Henning Harnisch, Mike Jackel, Moritz Kleine-Brockhoff, Michael Koch, Jens Kujawa, Kai Nürnberger, Teoman Öztürk, Henrik Rödl, Christian Welp, tränare: Svetislav Pesic
2006 nådde Tyskland kvartsfinal i VM i Japan där man förlorade mot USA. I placeringsmatchen mot Frankrike förlorade man och slutade på en åttondeplats.
2023 blev Tyskland världsmästare efter att ha besegrat Serbien i VM-finalen. Finalen slutade 83-77. Dennis Schröder utsågs till turnerings mest värdefulla spelare.

## Meriter

### VM
- - VM-brons 2002
  - VM-guld 2023

### EM
- - EM-guld 1993
  - EM-silver 2005

## Kända spelare
- Dirk Nowitzki
- Detlef Schrempf
- Uwe Blab
- Dennis Schröder
- Franz Wagner

### Fotnoter
1. 1 2  ”Basket: Tyskland vinner historiskt VM-guld i basket”. SVT Sport. 10 september 2023. https://www.svt.se/sport/basket/tyskland-vinner-historiskt-vm-guld-i-basket. Läst 10 september 2023.
2. ↑  ”Deutscher Basketball Bund”. http://mahr.sb-vision.de/dbb/html/herren/jahre/spielejahr.aspx?jahr=1936. Läst 21 augusti 2011.
3. ↑  ”Germany beats Serbia in FIBA World Cup final, captures its first title” (på engelska). basketnews.com. https://m.basketnews.com/news-194521-germany-beats-serbia-in-fiba-world-cup-final-captures-its-first-title.html. Läst 10 september 2023.
4. ↑  ”Dennis Schroder named MVP of FIBA Basketball World Cup 2023” (på engelska). basketnews.com. https://m.basketnews.com/news-194517-dennis-schroder-named-mvp-of-fiba-basketball-world-cup-2023.html. Läst 10 september 2023.